# Marie Clotilde av Frankrike
Ej att förväxla med drottning Clothilde
Marie Adélaïde Clotilde Xavière av Frankrike, född 23 september 1759 i Versailles, död 7 mars 1802 i Neapel, var en drottning av Savojen. Hon gifte sig år 1775 med kung Karl Emanuel IV av Sardinien. 
Hon var dotter till kronprins Ludvig av Frankrike och Maria Josefa av Sachsen och därmed syster till kung Ludvig XVI av Frankrike, kung Ludvig XVII av Frankrike och kung Karl X av Frankrike samt svägerska till Marie-Antoinette. 
Hon blev saligförklarad av Katolska kyrkan år 1808. 

## Biografi

### Uppväxt

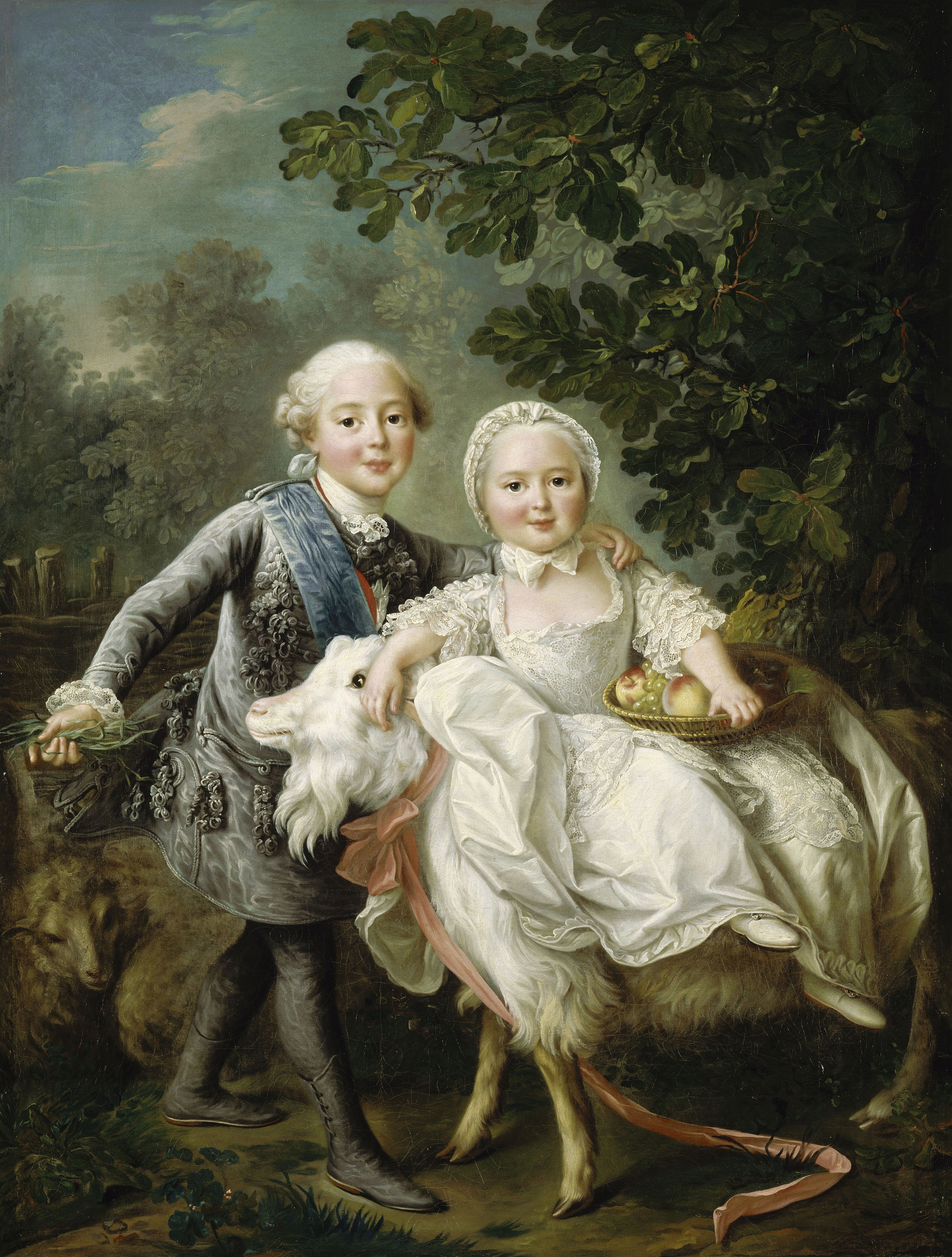
Charles-x-and-his-sister-clotilde-mounting-a-goat

Clothilde, som vid det franska hovet hade titeln Madame Clothilde, uppfostrades tillsammans med sin Madame Elisabeth under överinseende av den kungliga guvernanten Marie Louise de Marsan. De mottog en bruklig uppfostran för flickor ur överklassen vid denna tid, präglad av religiösa principer och målet att föra sig i ett representativt sällskapsliv.  
Clotilde beskrivs som ödmjuk och anspråkslös till sin läggning, lätthanterlig och omtyckt av personalen, och som en duktig elev och sin guvernants favorit. Hon var kraftigt överviktig och blev därför omtalad vid hovet som Gros-Madame (svenska: "Tjocka frun").
Relationen mellan henne och hennes syster Elisabeth var först dålig, då Elisabeth, som beskrivs som stolt och svårhanterlig, var mindre omtyckt av personalen än Clothilde, men syskonen etablerade en god relation sedan Elisabeth drabbats av en svår sjukdom, under vilken Clothilde vårdade henne, och dessutom gav henne ett intresse för religion.

### Giftermål

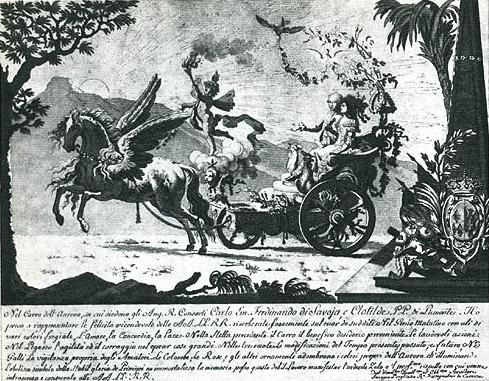
Marriage of Marie Clotilde of France with the Prince of Piedmont in August 1775

Clotilde hade tidigt en önskan om att bli nunna, liksom sin faster Louise av Frankrike, men tvingades i stället ingå ett dynastiskt äktenskap. Hennes äktenskap arrangerades i enlighet med den allianspolitik som resulterade i en rad fransk-sardinska alliansäktenskap vid samma tid. Hennes bror Ludvig hade år 1771 blivit gift med hennes blivande makes syster Maria Josefina av Savojen, och hennes bror Karl 1773 med hennes blivande makes andra syster Maria Teresa av Savojen, och äktenskapet mellan Clothilde och Savojens kronprins Karl Emanuel skulle därmed sluta cirkeln.
Clothilde accepterade att hon skulle bli tvungen att ingå äktenskap, och hon undervisades i italienska och förbereddes för ett liv som sardinsk kronprinsessa och drottning. Den 12 juni 1775 närvarade hon vid sin bror Ludvig XVI:s kröning i Reims, och den 8 augusti framställde Savojens ambassadör i Versailles, greve de Viry, det officiella frieriet från Savojens tronföljare till Clothilde. 
Den 16 augusti kungjordes förlovningen, och fem dagar senare vigdes Clothilde av kardinal de la Roche-Aymon vid kronprins Karl Emanuel av Savojen per procura (genom ombud) i Versailles, med hennes bror greven av Provence som representant för brudgummen. Hon avreste från Versailles 27 augusti och tog ett sista farväl av kungaparet och sin syster i Choisy, innan hon fortsatte resan endast i sällskap av sin bror, greven av Provence. Under uppehållet i Lyon gjorde hon sig populär genom att anhålla hos stadens myndigheter om amnesti för stadens fängslade desertörer, och den 5 september anlände hon till gränsen vid Pont de Beauvoisin. Hon skildes här från sin franska uppvaktning och överlämnades ceremoniellt av greve de Clermont-Tonnerre till greve de Viry, varefter hon fortsatte med sin nya italienska uppvaktning, mest noterbart Madama Theresa Balbi, som kom att bli hennes favorithovdam till hennes död.   Hon presenterades därefter för Karl Emanuel. 

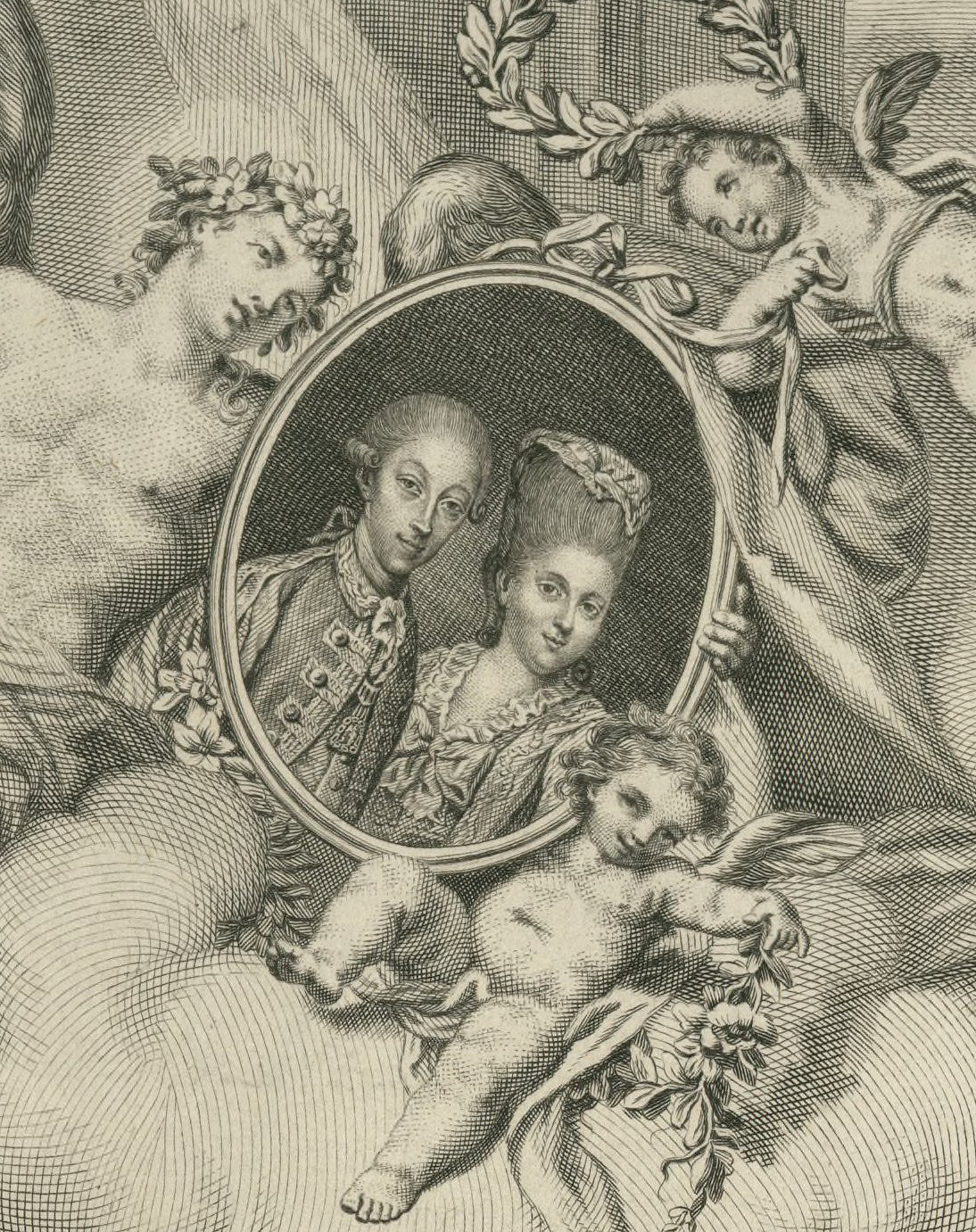
Drawing of Marie Clotilde of France with her husband the Prince of Piedmont

Det första mötet mellan parterna blev en succé. Vid franska hovet sade man, med tanke på att två sardinska prinsessor nyligen hade gift sig med franska prinsar, att brudgummen, med hänvisning till Clothildes vikt, hade fått två brudar till priset av en. Clotilde ska vid deras första möte själv ha utbrustit till Karl Emanuel att han måste tycka att hon var mycket kraftig, men han ska ha svarat att han fann henne bedårande.  När hennes svärfar senare frågade honom om hans intryck, ska han ha svarat att hon verkligen var mycket kraftig, men att han var uppriktigt betagen av hennes personlighet, och sade att han nu fått "mer att dyrka". Hon presenterades sedan för sin svärfar kungen i Les Echelles, och för sin svärmor drottningen i Chambéry, där den andra vigseln ägde rum i närvaro av maken och det savojardianska hovet i Savojen. Hon gjorde sitt högtidliga intåg i Turin den 30 september. 

### Kronprinsessa

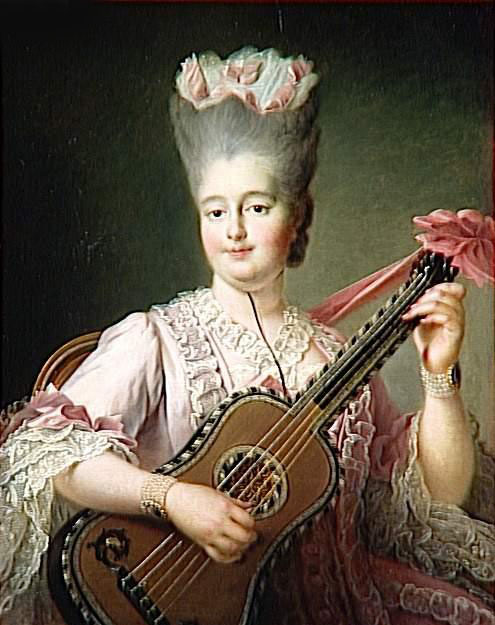
Clothilde von Frankreich

Clotilde fick som kronprinsessa titeln prinsessa av Piemonte. Hon blev omtyckt inom kungafamiljen och populär bland allmänheten. Hennes svärfar kungen kom att betrakta henne som familjens fredsängel på grund av hennes sätt att medla för att lösa tvister, och hon tillfrågade och rättade sig alltid efter sin svärmors råd och önskningar i allt.  Hon blev omtyckt av medlemmarna av sitt hushåll genom sitt anspråkslösa sätt och sin goda behandling av dem, och deras historier om hennes ödmjukhet och långa och idoga bönestunder och religiösa levnadssätt spred sig och gav henne ett helgonmässigt rykte bland allmänheten.
Relationen mellan Clothilde och Karl Emanuel blev med tiden mycket lycklig, och paret delade ett stort intresse för katolicismen. De studerade religiösa skrifter tillsammans, hon ackompanjerade hans sång med gitarr, och de undflydde ofta hovlivet genom att spendera tid i lustslotten Moncalieri och La Veneria. Paret fick dock aldrig några barn. Det uttrycktes en oro över att barnlösheten hade samband med hennes övervikt, och hon tvingades genomgå många av den tidens fertilitetskurer föreskrivna av hovläkarna, besökte kurorten i Aix, drack ett flertal mediciner och hade till slut genomgått en kraftig viktminskning. Hon uttryckte 1779 ett hopp om att bli gravid, men 1783 gav paret upp alla hopp om en graviditet, och kom gemensamt överens om att avsluta sitt sexuella samliv. Karl Emanuel beskrivs som en passiv och osäker karaktär med vissa nervösa besvär, och han kom att förlita sig på Clothildes stabilitet, stöd och rådgivning.  Clothilde skötte honom under hans ofta förekommande perioder av sjukdom, och agerade ständigt medlare när under hans allt värre konflikter med sin far, som ofta orsakades av hans nervösa besvär.
År 1789 bröt franska revolutionen ut i hennes förra hemland, och hon tog emot sin landsflyktiga bror Karl (1789) och sina fastrar (1791) i Turin. Revolutionen gav upphov till en våg franska emigranter i Turin, som blev impopulära bland allmänheten i Savojen och dessutom utmålade landet som en fiende i ögonen på revolutionsregeringen i Paris, och det noterades att Clothilde var aktiv med att ge dessa rojalistiska emigranter alla möjliga former av hjälp och understöd.  Vid samma tid hade svägerska, grevinnan av Artois, gift med hennes bror Karl, som hade flytt till Turin, försjunkit i djup depression sedan hennes make lämnat henne, och förklarade att hon ville gå i kloster. Clothilde lyckades dock övertala henne att avstå genom att hänvisa till hennes familjeplikter, och Artois skulle senare tacka henne för detta.
Avrättningen av hennes bror Ludvig XVI i Paris år 1793 påverkade henne djupt, och hon förklarade att hon betraktade honom som en martyr för den katolska tron. Den följande avrättningen av hennes syster Elisabeth 1794 blev dock en vändpunkt i hennes liv. Hon reagerade med en svimning och en fysisk kollaps och förklarade sedan även Elisabeth för ett helgon.  Hon förklarade också att hon skulle leva resten av sitt liv i botgöring. Från detta år framåt bar hon endast enkla blå ylleklänningar som ett tecken på botgöring, som hon inför allmänheten förklarade som nödvändigt inför kungarikets svåra situation vid denna tid; hon klippte av sig håret och täckte det med en mössa, och avstod från alla smycken utom en ring och ett kors.  Hon fick tillstånd till detta av ärkebiskopen av Turin och sin svärfar kungen, och när hon påpekade att klädseln gjorde det omöjligt för henne att besöka teatern, fick hon också tillstånd att avstå från detta, något som dittills hade varit nödvändigt av representativa skäl. Hon tog emot den franska republikens ambassadör Ginguen med en vänlighet som ansågs förvånande, men förklarade detta med religiösa argument om förlåtelse och botgöring. 

### Drottning
I oktober 1796 avled hennes svärfar efter nederlaget i kriget mot det revolutionära Frankrike, när Savoyen tvingades acceptera avträde av flera provinser och militär fransk närvaro i Turin. Clothilde skötte om honom på hans dödsbädd. Hon blev därefter drottning vid makens tronbestinging. 
Clothilde fick som drottning stort inflytande över statens affärer.   Hennes make, som beskrivs som apatisk, handlingsförlamad och osäker, led av nervösa besvär och hans tillstånd förvärrades av stressen att regera. Han var inte intresserad av att hantera regeringsarbetet direkt utan föredrog att överlåta åt Clothilde att ta emot rapporterna från ministrar och diplomater, gå igenom dem och sedan lägga fram dem för honom med ett råd om hur han skulle agera.    Hon utförde dessa uppgifter och inväntade dessutom rätt tillfälle att göra det för att inte göra honom upprörd eller låta allmänheten ana hans tillstånd, något som orsakade fördröjningar och gjorde regeringsarbetet ineffektivt, särskilt på grund av den dåvarande kritiska politiska situationen.      Clothilde rådfrågade ministrarna innan hon lade fram rapporter och förslag för maken, och var noga med att utåt inte framstå som att hon lade sig i regeringsarbetet, men hennes inflytande var så uppenbart att hon åtdrog sig kritik.     Kungaparet fick också kritik för att försumma regeringsarbetet till förmån för sitt intresse för religion.      Den franske ambassadören Ginguen hade vid denna tid ett dåligt förhållande till kungaparet och växte uppseende med sitt sätt att i tal, beteende och klädsel dra uppmärksamhet till sina republikanska sympatier på Clothildes formella mottagningar.     Bland de mest kända åtgärder kungaparet vidtog var konfiskationen av kyrklig egendom. Detta var nödvändigt för statskassans skull, men Clothilde rådfrågade kyrkan och utverkade påvens särskilda tillstånd och välsignelse innan åtgärden kunde iscensättas.
År 1798 iscensattes en fransk kupp som ledde till att kungen tvingades avträda hela hela kungadömet utom ön Sardinien till Frankrike. Det ska ha funnits planer på att kungafamiljen sedan skulle föras till Paris, men Talleyrand intervenerade och gav order om att de istället snabbt skulle ombedas att lämna Turin.      Huruvida detta var sant eller var ett rykte som planterats ut för att få familjen att ge sig av snabbt snarare än att försöka stanna är obekräftat, men familjen ombads att omedelbart lämna Turin efter avträdelsen, och följde uppmaningen.   Kungen fick ett nervöst anfall, så evakueringen organiserades därför av Clotilde.      När det meddelades att hertigen av Aosta skulle kvarhållas som fransk fånge, bad Clothilde på uppmaning av hans fru på knä framgångsrikt general Clausel om att befria honom från detta och låta honom åtfölja resten av familjen.      Hon tog med sig privata juveler men lämnade kronjuvelerna, och accepterade de pengar finansministern erbjöd sedan hon av en präst försäkrats om att det var i enlighet med religionens bud att ta emot dem.      Hon fick endast ta med sig en enda kvinna, och avstod då från sin favorithovdam Balbi för att ta med sig Clara Stuper, en ung tjänsteflicka som, på grund av sin skönhet och dövhet riskerade att utsättas för våldtäkt om hon lämnades kvar.    Familjen lämnade sedan Turin under natten, och ska då de lämnade palatset ha sett en del av personalen ta ned Savojens flaggor och ersätta dem med Frankrikes.    Följet eskorterades av 30 inhemska och lika många franska soldader under en fransk kommissionär. På väg ut ur staden stoppades dock vagnen tillfälligt av protesterande folkmassor, och kungen ska då ha sagt till Clothilde att minnet av detta skulle trösta honom i exilen.   
Följet eskorterades till gränsen vid floden Po av den franske kommissionären, som fördröjde deras avfärd över floden med motstridiga uppgifter tills de slutligen fick tillstånd att korsa den.

### Exil

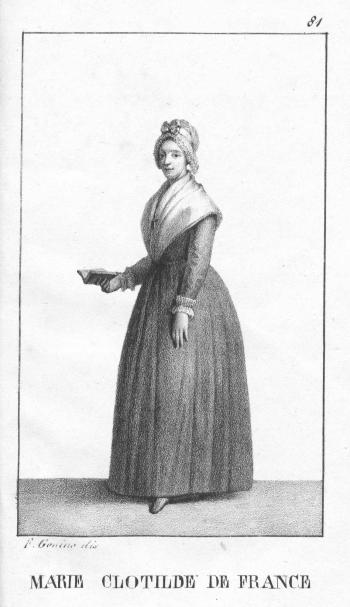
Clothilde de France

Sedan kungaparet korsat gränsen fortsatte de till Parma och därefter till via Bologna till Florens, där de blev gäster hos storhertigen. När de skulle avsegla mot Sardinien från Leghorn, övergavs de av en stor del av sitt följe, eftersom nya bestämmelser i Turin definierade alla piedmontesare som avreste till Sardinien som emigranter: dessutom drabbades Karl Emmanuel av sina nervösa besvär.    Den 3 mars 1799 anlände de slutligen till Cagliari på Sardinien, den enda återstående delen av det förra kungadömet, där de välkomnades med Te Deum och bosatte sig i stadens guvernörspalats och höll mottagning för den lokala adeln. 
Kungaparet var välkomna på Sardinien, där befolkningen hade känt sig försummade och var i behov av reformer, ett behov Karl Emmanuel också försökte tillgodose. Det är okänt hur mycket Clothilde var inblandad i hans politik under tiden på Sardinien, men hon tros ha stött den proklamation han utfärdade strax efter ankomsten, där han förklarade att han hade tvingats avträda fastlandet av riket genom tvång, och utvisade alla fransmän från ön.    Paret delade ut ämbeten till de anhängare som återkom till dem från Turin, och Clothilde kunde återse sin favorithovdam Badia. Sardinien hade en dålig effekt på Clothildes hälsa: hon insisterade fortfarande på att endast bära sina botgöringskläder av ylle, något som var mycket olämpligt i Sardiniens klimat.   Under sommaren bodde paret därför på ett slott ute på landet som hade lånats dem av Marquis de Villahermosa. 
I september år 1800 erövrades Turin och fastlandet Savojen från fransmännen av en allians av ryssar och österrikare, och Karl Emmanuel underrättades om att han kanske skulle återfå fastlandet vid ett franskt nederlag. Detta fick paret att genast lämna Sardinien, och de var tillbaka i Florens samma månad. Den franska segern i Slaget vid Marengo släckte dock detta hopp, och de flydde Florens för Rom, där de bodde omväxlande hos Clothildes brevvän Prinsessan Colonna, Catherine av Savojen-Carignano, och i Frascati. Clothilde mötte påven Pius VII, besökte kyrkor och bevisade religiösa ceremonier. I november 1800 flydde paret vidare undan den franska armén till Neapel. De återvände till Rom i mars 1801. Under vistelsen där vårdade Clothilde makens faster prinsessan Felicitas vid hennes dödsbädd och hovdamen Badia under hennes sjukdom, och blev då misstagen av läkaren för att vara en tjänare och utförde utan att protestera hans order, tills han fick veta vem hon var - en incident som blev omtalad.   Makarna avreste åter till Neapel i maj. Karl Emmanuel skötte sina affärer i Sardinien via korrespondens med sin släkting och guvernör, greven av Genevois, och Clothilde agerade fortfarande som hans rådgivare: det noteras att hon medlade mellan maken och Genevois i en konflikt och övertalade den senare att inte avgå som guvernör.     Förutom sina politiska ärenden, ägnade sig Clothilde främst åt religion och intresserade sig särskilt för ett visst kloster i Neapel, som hon gav sitt beskydd.  
Clothilde avled i sjukdom 1802, och maken, som tog hennes död mycket hårt, abdikerade senare samma år och gick i kloster. 
Clothilde blev år 1808 saligförklarad.